# Phymatopsallus strombocarpae
Phymatopsallus strombocarpae är en insektsart som beskrevs av Knight 1964. Phymatopsallus strombocarpae ingår i släktet Phymatopsallus och familjen ängsskinnbaggar. Inga underarter finns listade i Catalogue of Life.